# Lachapelle-sous-Chaux
Lachapelle-sous-Chaux (Duits: Kappeltscha) is een gemeente in het Franse departement Territoire de Belfort (regio Bourgogne-Franche-Comté) en telt 625 inwoners (1999). De plaats maakt deel uit van het arrondissement Belfort. In het Elzassisch of het Duits heette de plaats vroeger Kappeltscha.

## Geografie
De oppervlakte van Lachapelle-sous-Chaux bedraagt 11,1 km², de bevolkingsdichtheid is 56,3 inwoners per km².
De Étang du Malsaucy, een 55 ha groot meer, ligt gedeeltelijk in de gemeente.
De onderstaande kaart toont de ligging van Lachapelle-sous-Chaux met de belangrijkste infrastructuur en aangrenzende gemeenten.

## Demografie
Onderstaande figuur toont het verloop van het inwonertal (bron: INSEE-tellingen).